# Polizia di frontiera afghana
La polizia di frontiera afghana (in inglese Afghan Border Police – ABP) era la polizia di frontiera della Repubblica Islamica dell'Afghanistan.

## Storia
Nata nel 2002 dopo lo scoppio della guerra in Afghanistan del 2001, a partire dal 2006 agenti e ufficiali vennero addestrati da forze dell'ordine occidentali, tra i quali la Guardia di Finanza, che aveva a tal scopo un contingente della Guardia di Finanza italiana, composto da 20 persone tra ufficiali, ispettori, sovrintendenti ed agenti, di stanza ad Herat, sede dei corsi.

## Composizione ed attività
- Era composta da poco più di 23.000 agenti di vario grado. A differenza dell'Afghan Custom Police[forse si tratta di Afghan National Civil Order Force?] (ACP) che si occupava delle frontiere aeroportuali, essa presidiava la frontiera terrestre. Il lavoro degli agenti dell'ABP assumeva particolare rilevanza nella provincia di Herat, per via dell'importante confine con l'Iran, nazione con la quale vi sono forti scambi commerciali, tanto che circa il 40% degli introiti dello Stato afghano provenivano dai diritti doganali incassati su detto confine.